# 泉中央站 (宮城縣)
泉中央站（日语：／ Izumi-Chūō eki */?）是一個位於日本宮城縣仙台市泉區泉中央一丁目，屬於仙台市地下鐵南北線的鐵路車站。車站編號是N01。

## 歷史
- 1992年（平成4年）7月15日：開業。
- 2010年（平成22年）2月20日：設置月台閘門。
- 2011年（平成23年）
  - 3月11日：東日本大地震，暫停營業。
  - 3月14日：以巴士代行。
  - 4月29日：全線復舊再次營業。
- 2014年（平成26年）12月6日：引入IC乘車券icsca[1]。

## 車站結構

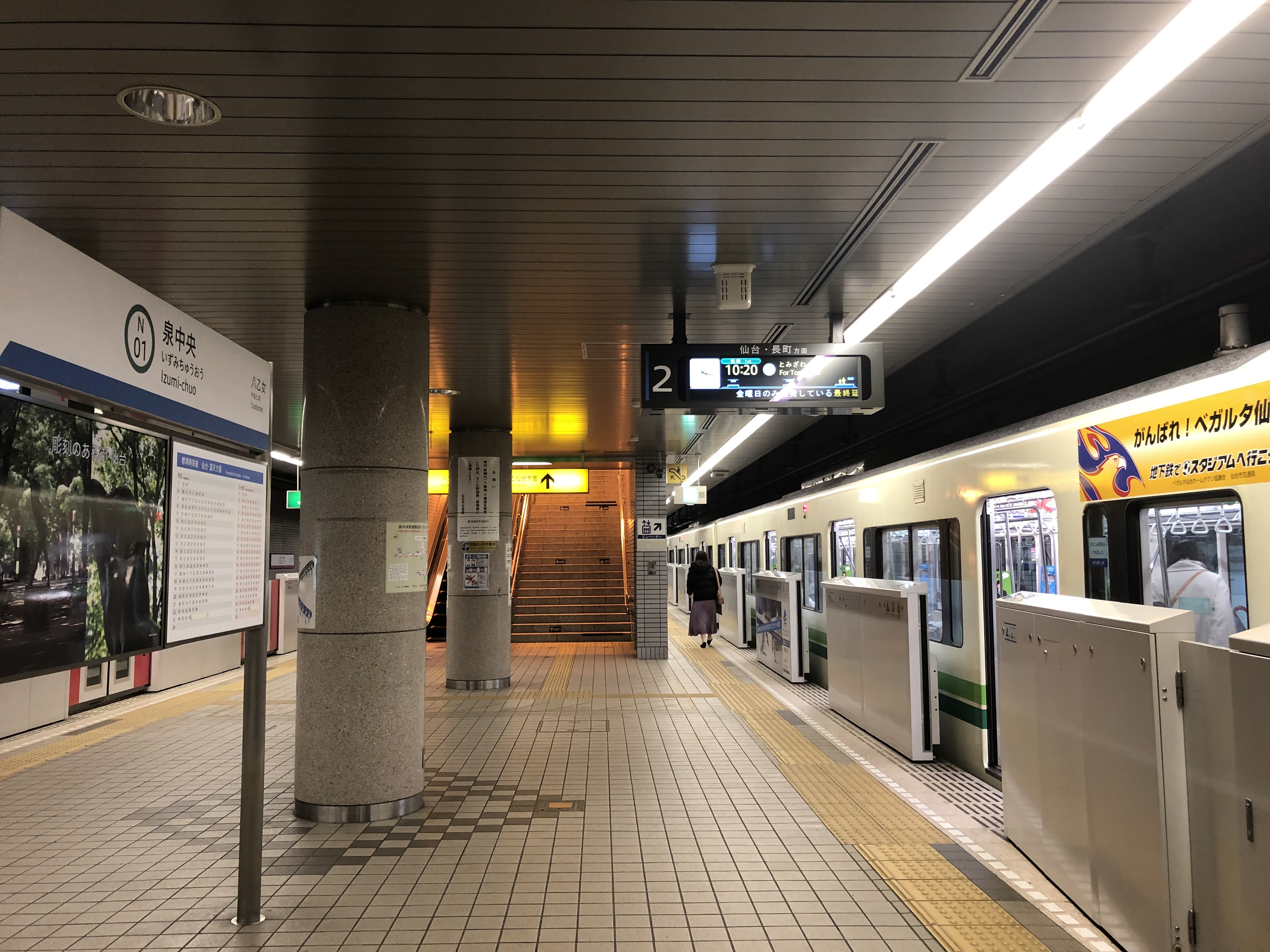
月台(2021年1月)

島式月台1面2線的地底車站。月台位於地下1樓，大堂位於1樓。東側設有留置線。

### 月台配置
| 月台 | 路線     | 目的地         |
| ---- | -------- | -------------- |
| 1    | ■ 南北線 | 仙台、富澤方向 |
| 2    | ■ 南北線 | 仙台、富澤方向 |

## 使用情況
| 上車人次推移       | 上車人次推移     |
| 年度               | 一日平均上車人次 |
| ------------------ | ---------------- |
| 1999年（平成11年） | 21,840           |
| 2000年（平成12年） | 22,145           |
| 2001年（平成13年） | 22,313           |
| 2002年（平成14年） | 22,303           |
| 2003年（平成15年） | 22,383           |
| 2004年（平成16年） | 22,896           |
| 2005年（平成17年） | 23,204           |
| 2006年（平成18年） | 23,331           |
| 2007年（平成19年） | 23,516           |
| 2008年（平成20年） | 23,453           |
| 2009年（平成21年） | 23,059           |
| 2010年（平成22年） | 22,199           |
| 2011年（平成23年） | 20,988           |
| 2012年（平成24年） | 23,998           |
| 2013年（平成25年） | 24,669           |
| 2014年（平成26年） | 24,485           |
| 2015年（平成27年） | 25,102           |
| 2016年（平成28年） | 26,029           |
| 2017年（平成29年） | 26,648           |

一日平均上車人次（單位：人次）

### 備註
- 上車人數在仙台市地下鐵車站中僅次於仙台站，排行第2位，單獨站當中最多。

## 相鄰車站
仙台市交通局（仙台市地下鐵）
■南北線
泉中央（N01）－八乙女（N02）

### 來源
1. ↑  イクスカ出発進行　仙台市地下鉄で利用始まる （页面存档备份，存于） 河北新報（2014年12月7日）

## 外部連結
- 地下鐵使用指南 泉中央站 - 仙台市交通局（日語）